# Nyazepetrovszki járás
A Nyazepetrovszki járás (oroszul Нязепетровский район) Oroszország egyik járása a Cseljabinszki területen. Székhelye Nyazepetrovszk.

## Népesség
- 1989-ben 27 767 lakosa volt.
- 2002-ben 21 527 lakosa volt, melyből 16 700 orosz, 2747 tatár, 1725 baskír, 100 ukrán stb.
- 2010-ben 18 261 lakosa volt, melyből 14 263 orosz, 2255 tatár, 1414 baskír stb.